# Joyce Gould, Baroness Gould of Potternewton
Joyce Brenda Gould, Baroness Gould of Potternewton (* 29. Oktober 1932) ist eine britische Pharmazeutin, Gewerkschafterin und Politikerin.

## Leben
Die Tochter von Sydney and Fanny Manson studierte am Bradford Technical College Pharmacie. Gould arbeitete dann von 1952 bis 1965 in einer Apotheke. Während dieser Zeit arbeitete sie auch bei Pioneer Women mit. Von 1966 bis 1969 war sie Büroangestellte. Für die Labour Party arbeitete sie ab 1969 auf regionaler Ebene, ab 1975 auf nationaler Ebene und war von 1975 bis 1993 in Führungspositionen der Frauenvereinigung der Partei. Von 1997 bis 1998 war sie Mitglied der Jenkins Commission zur Reform des britischen Wahlsysteme.
Als Mitglied der Transport and General Workers' Union (TGWU) und der General Municipal Boilermakers and Allied Trades Union (GMB) war sie von 1965 bis 1975 Komiteemitglied der Campaign Against Racial Discrimination und von 1968 bis 1972 Mitglied im Management des Leeds Grand Theatre and Opera House . 1979 wurde sie Ausschussmitglied im Joint Committee Against Racism und arbeitet von 1979 bis 1975 für das Yorkshire National Council for Civil Liberties als auch von 1975 bis 1985 für das National Joint Committee of Working Women.
Von 1970 bis 1975 war sie Ausschussmitglied der Women's National Commission und von 1990 bis 1994 der Commission on Conduct of Referendums. Des Weiteren arbeitet sie u. a. mit im Department of Employment Women's Advisory Committee und der Independent Commission on Electoral System und dem Home Office Committee on Electoral Matters.

## Aktuelle Tätigkeiten
Am 6. Oktober 1993 wurde sie als Baroness Gould of Potternewton, of Leeds in the County of West Yorkshire, zur Life Peeress erhoben und ist dadurch seither Mitglied des House of Lords.
Sie ist Mitglied der Fawcett Society und der Howard League, Ausschussmitglied der Constitution Unit und stellvertretende Vorsitzende der Hansard Society. Außerdem ist sie Direktorin der Family Planning Association, Präsidentin der HS Chapman Society und Vizepräsidentin der Electoral Reform Society.
Gould ist Vorsitzende und Treuhänderin des Mary MacArthur Holiday Trust und Direktorin und Treuhänderin des Yigol Allon Trust. Darüber hinaus ist sie Mitglied im Industry and Parliament Trust. Sie ist Schirmherrin des Brighton Women's Centre und der Forward - Foundation for Women's Health Research & Development. Seit 2003 ist sie im Vorstand der Independent Advisory Group on Sexual Health.
2007 wurde sie in den Beirat der Women's National Commission berufen, kurz nachdem sie den Vorsitz von Margaret Prosser, Baroness Prosser übernommen hatte, die zurückgetreten war, um den stellvertretenden Vorsitz der Equality and Human Rights Commission zu übernehmen. Im März 2008 wurde sie dann Vorstandsmitglied.

## Auszeichnungen
1997 wurde ihr die Ehrendoktorwürde der University of Bradford verliehen und 2006 die Ehrenmitgliedschaft des Royal College of Family Planning and Reproductive Health.

## Persönliches
1952 heiratete sie Kevin Gould. Sie haben eine Tochter und sind nun geschieden.